# Malbun
Malbun (pronuncia Malbùn) è una località abitata del Liechtenstein, amministrativamente compresa nel comune di Triesenberg.

## Geografia fisica
Essendo racchiuso dalle Alpi a nord, est e sud è centro di un'importante stazione sciistica.